# Franz Czeisler
Franz Czeisler (Kephaz, 29 de junho de 1916 - Las Vegas, 2 de março de 2016), conhecido como Tihany, foi um ilusionista e empresário circense húngaro, fundador do Circo Tihany.
Ainda no seu país natal, aos 11 anos, começou a acompanhar um circo, ajudando a cuidar dos animais em troca de ingressos. Conheceu então um mágico, que o inspirou a seguir a carreira. Migrou para o Uruguai com um tio e chegou a trabalhar vendendo doces na porta dos estádios durante a Copa do Mundo de 1930. Integrou a trupe do faquir calabrês Blacaman, que excursionou pelo Uruguai e pela França na década de 1930. Voltou para a Hungria e montou seu próprio espetáculo, reunindo um palhaço, uma malabarista e um acrobata.
Usava então o nome artístico de Sangaruja. No entanto, depois de uma apresentação na cidade de Tihany, decidiu adotar o nome da cidade. Durante a Segunda Guerra Mundial, chegou a ser preso com um grupo de 300 partisans e judeus que seriam executados. Fugiu a nado, atravessando o Danúbio.
Mudou-se para o Brasil em 1953. Trabalhou por um ano como mágico do Circo Garcia, e em 1954 fundou o Circo Tihany.
Depois de vender seu circo para Beto Carrero, foi morar nos Estados Unidos, onde continuou se apresentando em cassinos.